# Копривец
Копрѝвец е село в Северна България (община Бяла, област Русе). Намира се на 16 км от град Бяла и на 34 км от град Попово на пътя София – Варна.

## География
Копривец се намира в Северна България, в Лудогорско-Добруджанската хълмисто-платовидна подобласт на Дунавската равнина.
Селото е разположено в подножието на Поповско-Самуиловските височини (220– 296 м надморско ниво), на 16 км от град Бяла и на 34 км от град Попово на пътя София-Варна. Надморската височина на Копривец e 119 м.

## История
Най-старите следи от поселищен живот в района на Копривец са открити в м. Новото гробище, където е разкрито селище от най-ранните етапи от неолитизацията на Балканите (6200—6000 г. пр. Хр.). Именно това е и селището дало името на специфичната раннонеолитна култура Копривец, разпространена в централна Северна България.
Следи от поселищен живот в района на Копривец са открити в и местността Южека, където е разкрита селищна могила. Тя се датира към късния неолит (5300 – 4100 г. пр. н. е, култура Хотница I), енеолита (култура Коджадермен—Гумелница—Караново VI) и от ранната бронзова епоха. Край местността Новите гробища също е открито селище от късния неолит (култура Хотница). Край селото е намирана тракийска керамика, както и тракийско селище и надгробни могили от V – III в. пр.н.е.
В местността Змей кале се намират останки от ранновизантийска крепост, изградена по времето на император Юстиниан I. Останките на крепостта са пострадали значително от иманярски набези.
Раойнът на селото е бил обитаван и по време на Първото и Второто българско царство.
На 6 февруари 1936 г. министърът на народното стопанство Димитър Вълев закрива седмичния пазар в селото поради липса на стопанско оправдание.

## Културни и природни забележителности
Най-голямата културна забележителност е манастирът „Св. Петка“. Макар и сравнително нов – изграден през 1988 – 1989 г., той е пазител на християнския морал и ценности. Иконостасът му е изработен изцяло в духа на старите майстори. Тук се извършват обредни ритуали. Манастирът е женски – управлява се от игумения и се обитава от монахини. Последното посвещаване на послушница в монахиня (пострижение) в манастира е на 31 юли 2010 г. 